# Trichura caudata
Trichura caudata là một loài bướm đêm thuộc phân họ Arctiinae, họ Erebidae.